# 王建安 (上将)
王建安（1908年10月12日—1980年7月25日），原名见安，男，湖北红安人，中国人民解放军开國上將。
王建安1927年加入中国共产党，参加黄麻起义。后担任红三十军88师政委、红四军政委，参加长征。抗日战争时期任八路军山东纵队副指挥、鲁中军区司令员。第二次国共内战时期任华东野战军第八纵队司令员兼政委、东线兵团副司令员。中华人民共和国成立后，历任第八兵团司令员兼政委，中国人民志愿军第九兵团司令员兼政委，沈阳军区副司令员，济南军区副司令员，福州军区副司令员，中共中央军委顾问等职。

## 生平

### 早年生涯
生于湖北省黄安县（今红安县）桃花区朱家垅村一个贫苦农民家庭。1924年遭到地主儿子殴打、母亲因之病亡，全家发誓报仇，因此离家到武汉，在直系军阀吴佩孚部队当兵。看到士兵被毆打，就在私下说了句：“这简直没人性！”结果是挨鞭子后被绑在旗杆上受烈日暴晒，由此，于1926年冬离开吴佩孚军队回家乡黄安。参加农民协会和赤卫队。1927年8月加入中国共产党。1927年11月参加黄麻起义，率先登上黄安西北城墙的云梯。王树声与王宏坤、王建安，都是黄麻起义出身的老资格，红四方面军并称的“三王”。1928年起，任红十一军31师班长，参加创建鄂豫皖苏区的斗争。1930年4月任红一军1师3团排长、连长，1931年1月任红四军第十师营长、28团副团长，参加黄安、商潢、苏家埠、潢光等战役和历次鄂豫皖苏区反围剿战争。
1932年10月随红四方面军主力转移，任第10师30团政治委员，参加创建川陕苏区。由于作战勇敢，于1933年晋升为红三十军88师首任政委。同年，在反六路围攻战斗中，王在师长汪烈山阵亡的情况下，兼任师长打退国军进攻，被首长誉为“军政双全”。1934年，王升任红四军政委，随军参加长征。1935年，红一、红四方面军会师后，王建安与许世友率部在甘南包座阻击胡宗南部第四十九师，并攻占包座，打通红军北上通道。之后听从张国焘命令，再度南返，前后三次度过草地，参加绥崇丹懋战役。1935年冬入红四方面军随营学校，任高级干部队副队长。
1936年10月，会宁会师后，王建安进入红军大学学习。1937年4月，许世友在延安抗大批斗张国焘中批评红四方面军表示不满，后策划出走延安。因王建安告密，事泄被捕。许认错后被释放。

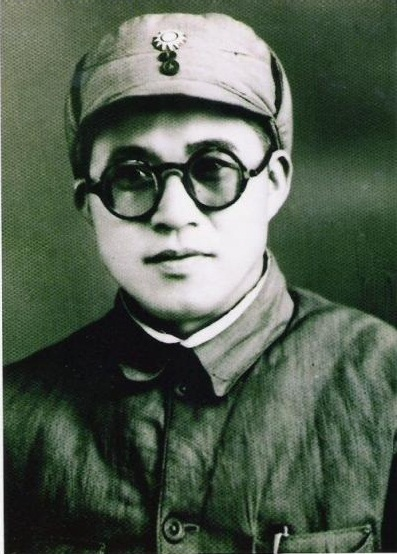
抗日战争时期，任八路军山东纵队副指挥时的王建安

### 抗日战争期间
1938年5月，王建安任八路军津浦支队指挥，在庆云、宁津等地歼灭伪军1800余人，占领宁津县。1939年6月，任八路军山东纵队副指挥，前后经历的山纵司令员有张经武、徐向前、朱瑞，王建安负责军事指挥工作，曾兼山纵第一旅旅长。直接参与了山纵第三支队的整军、内部整顿、向北发展等重要活动。
1941年11月初，日军两万人分路合击山东军区领导机关。11月2日拂晓，沂水、东里店、大关等地日军8000余，在飞机、 炮兵支援下，分11路向对崮山区“拉网合围”。驻对崮峪的山东军区第一旅迅即向东南方向跳出，免遭合击。山东军区机关、鲁中第二军分区第一团及“抗大一分校”各一部，在对崮峪被合围，当即抢占对崮山组织抗击，从拂晓至黄昏，连续击退日伪军8次攻击，毙敌600余人，黄昏后，军区机关在特务营掩护下分路突围。鲁中第二军分区第一团团长刘毓泉、 政委王锐等牺牲，山东军区特务营幸存的14人在营长严雨霖率领下誓死不当俘虏，毅然跳下悬崖，其中6人遇难，8人得救。此役称作大青山突围战或“大崮台合击战”。11月5日，王建安指挥1个营与日军激战终日，后带领全部机关人员连夜巧妙突出合击圈。随队突围的德国记者希伯立刻在《战士报》上发表了《无声的战斗》。反扫荡后，王建安看望了山东军区特务营跳崖幸存的8人。
1942年8月起任山东军区副司令员兼参谋长。原山东纵队机关改为鲁中军区机关，鲁中军区以罗舜初（原八路军第一纵队参谋处处长，山东纵队参谋长）为司令员，王建安兼鲁中军区副司令员。1943年3月兼任鲁中军区司令员。1944年，王建安率部讨伐汪精卫政权第三方面军吴化文部，克据点50余处，歼7000余人。旋克沂水县城，歼日军1000余人，使鲁中、滨海两根据地连成一片。1945年，率部连续进攻汪精卫政权厉文礼部、张步云部，共歼12300余人，收复4200平方公里地区。随后，又连续攻克临朐、博山、益都、莱芜、淄川、新泰、章丘和临沂等城。1945年8月，王建安兼任山东军区第三师师长。

### 第二次国共内战期间

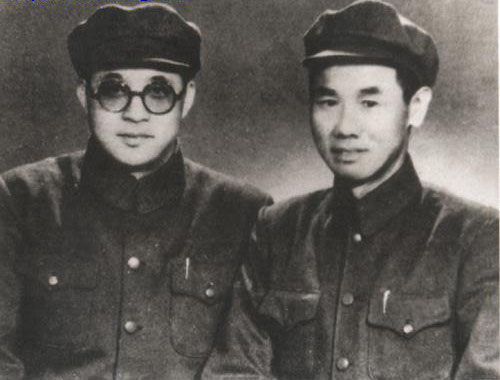
1949年，王建安和陈再道在第一届全国政协会议期间。

1946年6月，国共内战全面爆发，国军从济南、潍县沿胶济线两路对进。鲁中军区部队参加胶济路沿线战役等作战。在文埠战斗中，歼国军一个建制团又一个半营。1946年12月，率领鲁中军区部队参加鲁南战役，以山东野战军第八师（原鲁南部队）、鲁中第九师、鲁南第十师和鲁中第四师第十团、滨海警备旅共12个团，组成右纵队，司令员王建安（鲁中军区司令员）、政委傅秋涛（鲁南军区政委）、向明（鲁中军区政委）、副司令员郭化若（鲁南军区副司令员）、参谋长张仁初（鲁中军区参谋长）、政治部主任王一平。
1947年1月，鲁中军区部队整编为华东野战军第八纵队，辖22、23、24师，王建安任司令员。1947年2月，率部北上参加莱芜战役，负责指挥四纵、八纵组成的右路部队，在和庄、不动地区全歼国军73军第77师。后又协同兄弟部队在张家洼地区歼李仙洲集团，8纵22师生俘李仙洲，是役，8纵歼国军13000余人。4月，参加泰蒙战役，担任阻击。同年5月，华东野战军在沂蒙山区进行运动作战，引起张灵甫的国军精锐整编第七十四师突进，华野决定围歼该部。2日后，合围完成，张灵甫部被限制于孟良崮地区，华野随即发动总攻，即孟良崮战役。王建安率8纵担任左翼穿插分割重任，切断整编74师同整编83师之间的联系，连克桃花山、磊石山、芦山等要点，歼国军7800人。6月，在南麻战役中，又歼国军3000余人。同年8月，陈毅、粟裕率领华东野战军八个纵队进攻豫、皖、苏等地；王建安率部加入华野外线兵团，参加沙土集战役。9月下旬，率部进军豫皖苏边区，横扫国军保安部队，连克通许、扶沟、周口、陈留、朱仙镇。11月，参加陇海铁路破击战，攻克野鸡岗、曲黄车站，控制开封至徐州段。1948年2月，为配合兄弟部队进行平汉线破击战，于睢县成功阻击了国军第5军多次西援，歼2300余人。1948年3月，王建安参加洛阳战役，在洛阳以东阻击郑州国军东援。
1948年春末，徐向前病重，中央军委调王建安赴山西辅助徐向前。此时山东兵团的许世友又病，为此华东局书记兼华东军区政委饶漱石急电中央，如许病重则盼王接这个担子。1948年5月22日，毛泽东致电刘少奇、周恩来和任弼时，商讨王建安从山西回山东与谭震林组班子打津浦继而取济南的问题，并紧急决定由周士第接替王建安辅助徐向前。
1948年6月，王建安参加豫东战役，率8纵和3纵包围河南省会开封。战斗中8纵队率先突破新南门，与3纵一起全歼守军3万多人。随后，阻击第5军东援4昼夜，配合华野主力围歼區壽年兵团。王建安被中央军委任命为华北军区第一兵团副司令员兼副政委，未到职。
1948年8月，中央军委按饶漱石意见决定让王建安任华东野战军东线兵团（山东兵团）副司令员、批准许世友休息养病，王建安代理兵团司令员。9月，由华野副政委兼山东兵团政委谭震林、山东兵团司令员许世友、山东兵团副司令员王建安指挥济南战役；9月10日许世友赶到在泰安的山东兵团驻地。9月16日，攻城开始，原本负责助攻的东线集团指挥聂凤智擅自把命令改为“主攻”，使得国军守将王耀武无法判断解放军主攻方向。24日，解放军占领济南城，国军十一万守军全部或阵亡或求降，王耀武被俘。1948年10月22日，王建安提出有关淮海战役使用兵力的建议，被中央军委所采纳。随后，指挥山东兵团参加淮海战役，担任围攻碾庄国军黄百韬兵团的华野六个纵队的总指挥。1949年2月，王建安任第三野战军第七兵团司令员，4月率部参与渡江战役，在广德围歼中华民国国军10万余人，次月率军占领杭州，并兼任浙江军区司令员。

### 中华人民共和国成立后
1949年11月，王建安指挥解放军进攻舟山群岛，但于登步岛战役中失利。1950年5月，解放军最终占领舟山群岛。1952年，王建安任中国人民志愿军第九军团司令员兼政委，参与朝鲜战争1952年秋季战术反击作战、1953年夏季反击战役。1954年春，在朝鲜因高血压突然病倒，病情危急，回国由苏联专家主持治疗；随后在青岛疗养。1954年5月10日在中共七届四中全会结束后的华东军区会议上通过的《中共中央华东局关于召开华东局扩大会议传达和讨论四中全会决议的报告》（载《中共党史参考资料 第20册》），称王建安犯有“功臣自居”的错误。
1956年1月25日，王建安被授予上将军衔，12月被任命为沈阳军区副司令员。1961年10月，任济南军区副司令员。1969年8月，任福州军区副司令员。1975年8月任中共中央军委顾问。1977年8月中共十一届一中全会当选为中央军委委员。1979年初担任中纪委委员，凡涉及军队的信访件，中纪委领导一般都批转给王建安阅批。
王建安是第二、第三届国防委员会委员，第五届全国人大常委会委员。1980年7月25日病逝于北京。生前遗愿：不开追悼会、不送花圈、不组织向遗体告别、不通知生前好友、不请负责同志护送遗体火化。

## 评价
叶剑英曾对王建安说：“建国以来，你不计较职务高低，任劳任怨，很不容易啊！”

## 家庭
夫人牛玉清：八路军山东三支队十团团部的工作人员。